# Strongylognathus rehbinderi
Strongylognathus rehbinderi är en myrart som beskrevs av Auguste-Henri Forel 1904. Strongylognathus rehbinderi ingår i släktet Strongylognathus och familjen myror. IUCN kategoriserar arten globalt som sårbar. Inga underarter finns listade i Catalogue of Life.